# Ohlungen
Ohlungen [oluŋ(ɡ)ən] est une commune française située dans la circonscription administrative du Bas-Rhin et, depuis le 1er janvier 2021, dans le territoire de la Collectivité européenne d'Alsace, en région Grand Est.
Cette commune se trouve dans la région historique et culturelle d'Alsace.

## Géographie

### Localisation
Ohlungen est un village du nord de l'Alsace, à 7 km au sud-ouest de Haguenau, niché dans un vallon à 170 m d'altitude, entouré de collines, le tout sur une superficie de 839 hectares. À un peu plus de deux kilomètres à l'ouest se situe Keffendorf, un hameau faisant partie du village du point de vue administratif.

### Communes limitrophes
|                        | Dauendorf |                        |
| Uhlwiller              | Ohlungen  | Schweighouse-sur-Moder |
| Huttendorf Wittersheim | Berstheim | Wintershouse           |

### Hydrographie

#### Réseau hydrographique
La commune est dans le bassin versant du Rhin au sein du bassin Rhin-Meuse. Elle est drainée par la Moder, le ruisseau le Lomdgraben, le ruisseau d'Uhlwiller, le ruisseau le Keffenbach et le ruisseau le Sommerbaechel,.
La Moder, d'une longueur de 82 km, prend sa source dans la commune de Zittersheim et se jette  dans le Rhin en rive gauche à Beinheim, après avoir traversé 29 communes. Les caractéristiques hydrologiques de la Moder sont données par la station hydrologique située sur la commune de Schweighouse-sur-Moder. Le débit moyen mensuel est de 5,42 m3/s. Le débit moyen journalier maximum est de 77,8 m3/s, atteint lors de la crue du 11 mai 1970. Le débit instantané maximal est quant à lui de 105 m3/s, atteint le même jour.

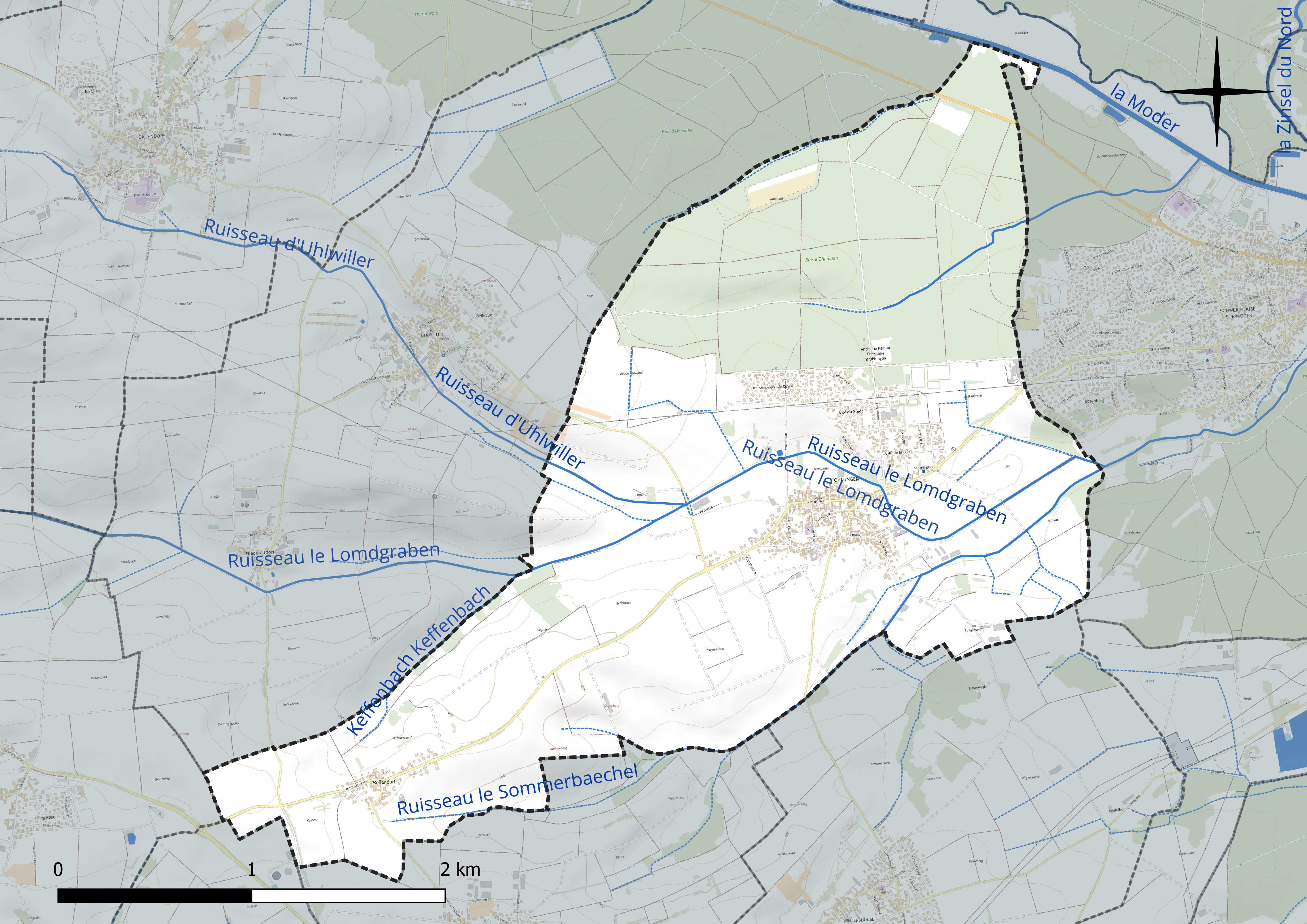
Réseau hydrographique d'Ohlungen.

Le Lomdgraben, d'une longueur de 11 km, prend sa source dans la commune de Grassendorf et se jette  dans la Moder à Schweighouse-sur-Moder, après avoir traversé sept communes. 

#### Gestion et qualité des eaux
Le territoire communal est couvert par le schéma d'aménagement et de gestion des eaux (SAGE) « Moder ». Ce document de planification concerne le bassin versant de la Moder dont le territoire s'étend sur 1 720 km2. Le périmètre a été arrêté le 25 janvier 2006. La commission locale de l'eau a été créée le 12 juillet 2007, puis modifiée le 14 décembre 2021. La structure porteuse de l'élaboration et de la mise en œuvre est le Syndicat des eaux et de l’assainissement Alsace-Moselle (SDEA). 
La qualité des cours d’eau peut être consultée sur un site dédié géré par les agences de l’eau et l’Agence française pour la biodiversité. 

### Climat
Pour des articles plus généraux, voir Climat du Grand Est et Climat du Bas-Rhin.
En 2010, le climat de la commune est de type climat des marges montargnardes, selon une étude du Centre national de la recherche scientifique s'appuyant sur une série de données couvrant la période 1971-2000. En 2020, Météo-France publie une typologie des climats de la France métropolitaine dans laquelle la commune est exposée à un climat semi-continental et est dans une zone de transition entre les régions climatiques « Vosges » et « Alsace ». 
Pour la période 1971-2000, la température annuelle moyenne est de 10,5 °C, avec une amplitude thermique annuelle de 17,8 °C. Le cumul annuel moyen de précipitations est de 747 mm, avec 10,4 jours de précipitations en janvier et 10,4 jours en juillet. Pour la période 1991-2020, la température moyenne annuelle observée sur la station météorologique de Météo-France la plus proche, « Waltenheim-sur-zorn », sur la commune de Waltenheim-sur-Zorn à 9 km à vol d'oiseau, est de 11,3 °C et le cumul annuel moyen de précipitations est de 652,2 mm. 
La température maximale relevée sur cette station est de 38 °C, atteinte le 7 août 2015 ; la température minimale est de −14,9 °C, atteinte le 20 décembre 2009,,. 
Les paramètres climatiques de la commune ont été estimés pour le milieu du siècle (2041-2070) selon différents scénarios d'émission de gaz à effet de serre à partir des nouvelles projections climatiques de référence DRIAS-2020. Ils sont consultables sur un site dédié publié par Météo-France en novembre 2022.

## Urbanisme

### Typologie
Au 1er janvier 2024, Ohlungen est catégorisée ceinture urbaine, selon la nouvelle grille communale de densité à sept niveaux définie par l'Insee en 2022.
Elle appartient à l'unité urbaine de Haguenau, une agglomération intra-départementale regroupant six  communes, dont elle est une commune de la banlieue,,. Par ailleurs la commune fait partie de l'aire d'attraction de Haguenau, dont elle est une commune de la couronne,. Cette aire, qui regroupe 34 communes, est catégorisée dans les aires de 50 000 à moins de 200 000 habitants,.

### Occupation des sols
L'occupation des sols de la commune, telle qu'elle ressort de la base de données européenne d’occupation biophysique des sols Corine Land Cover (CLC), est marquée par l'importance des territoires agricoles (64,6 % en 2018), en diminution par rapport à 1990 (66 %). La répartition détaillée en 2018 est la suivante : terres arables (60,1 %), forêts (25,9 %), zones urbanisées (7,7 %), zones agricoles hétérogènes (3,9 %), milieux à végétation arbustive et/ou herbacée (1,9 %), cultures permanentes (0,6 %). L'évolution de l’occupation des sols de la commune et de ses infrastructures peut être observée sur les différentes représentations cartographiques du territoire : la carte de Cassini (XVIIIe siècle), la carte d'état-major (1820-1866) et les cartes ou photos aériennes de l'IGN pour la période actuelle (1950 à aujourd'hui).

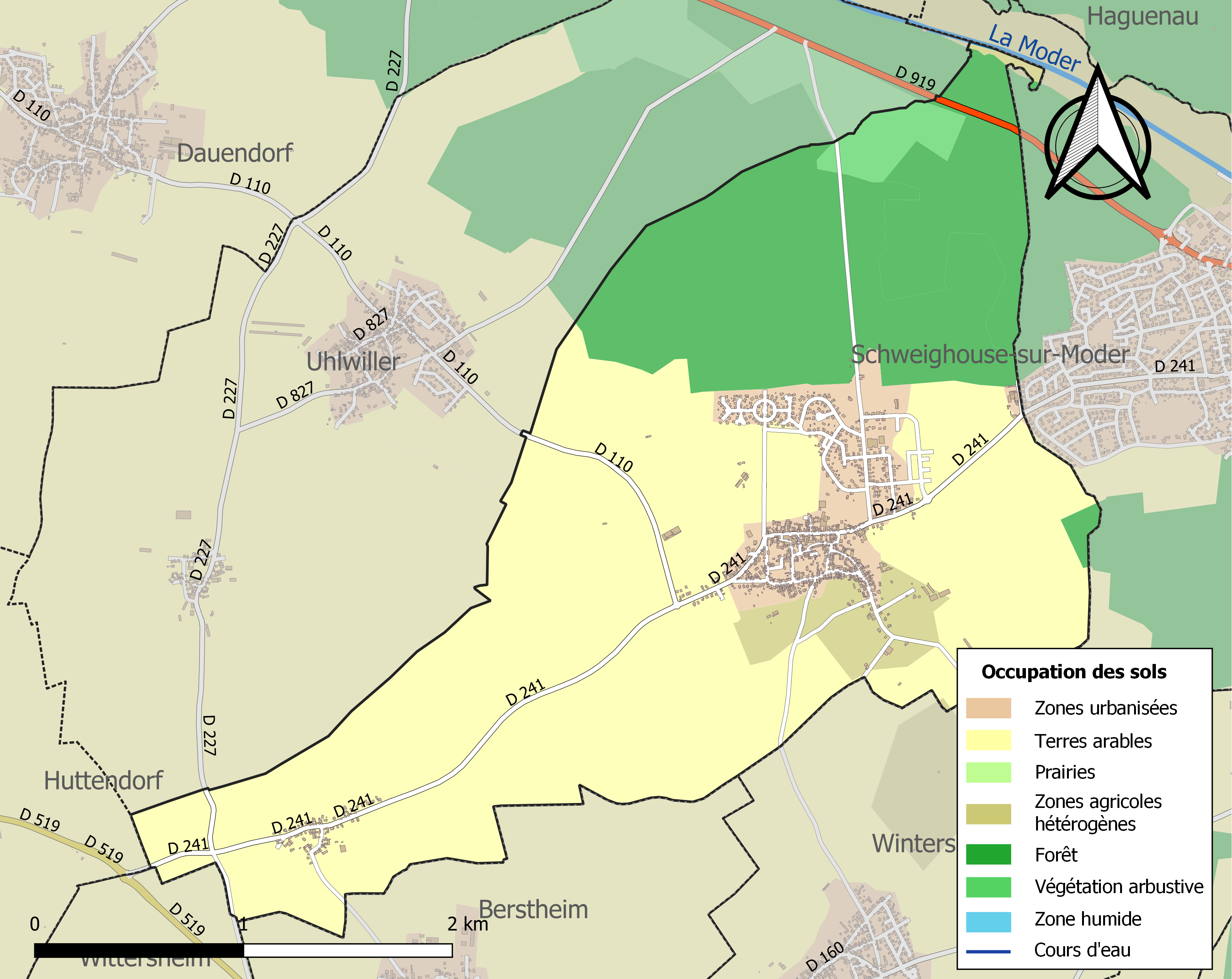
Carte des infrastructures et de l'occupation des sols de la commune en 2018 (CLC).

## Histoire
Ohlungen faisait partie au Moyen Âge du Grand-Bailliage d'Alsace.

## Politique et administration

### Liste des maires
| Période                                  | Période  | Identité          | Étiquette | Qualité                                                                                |
| ---------------------------------------- | -------- | ----------------- | --------- | -------------------------------------------------------------------------------------- |
| Les données manquantes sont à compléter. |          |                   |           |                                                                                        |
| mars 2001                                | mai 2020 | Jean-Marie Sander | UMP       | Président de la Chambre régionale d'agriculture, suppléant du député Bernard Schreiner |
| mai 2020                                 | En cours | Daniel Klieber    |           |                                                                                        |

## Population et société

### Démographie
L'évolution du nombre d'habitants est connue à travers les recensements de la population effectués dans la commune depuis 1793. Pour les communes de moins de 10 000 habitants, une enquête de recensement portant sur toute la population est réalisée tous les cinq ans, les populations de référence des années intermédiaires étant quant à elles estimées par interpolation ou extrapolation. Pour la commune, le premier recensement exhaustif entrant dans le cadre du nouveau dispositif a été réalisé en 2008.

En 2022, la commune comptait 1 381 habitants, en évolution de +5,66 % par rapport à 2016 (Bas-Rhin : +3,17 %, France hors Mayotte : +2,11 %).
| 1793 | 1800 | 1806 | 1821 | 1831 | 1836 | 1841 | 1846 | 1851 |
| ---- | ---- | ---- | ---- | ---- | ---- | ---- | ---- | ---- |
| 486  | 608  | 667  | 869  | 838  | 839  | 851  | 880  | 910  |

| 1856 | 1861 | 1866 | 1871 | 1875 | 1880 | 1885 | 1890 | 1895 |
| ---- | ---- | ---- | ---- | ---- | ---- | ---- | ---- | ---- |
| 834  | 846  | 883  | 889  | 874  | 898  | 923  | 900  | 852  |

| 1900 | 1905 | 1910 | 1921 | 1926 | 1931 | 1936 | 1946 | 1954 |
| ---- | ---- | ---- | ---- | ---- | ---- | ---- | ---- | ---- |
| 828  | 857  | 858  | 782  | 788  | 793  | 827  | 814  | 818  |

| 1962 | 1968 | 1975  | 1982  | 1990  | 1999  | 2006  | 2008  | 2013  |
| ---- | ---- | ----- | ----- | ----- | ----- | ----- | ----- | ----- |
| 894  | 919  | 1 043 | 1 216 | 1 177 | 1 263 | 1 331 | 1 351 | 1 312 |

| 2018  | 2022  | - | - | - | - | - | - | - |
| ----- | ----- | - | - | - | - | - | - | - |
| 1 309 | 1 381 | - | - | - | - | - | - | - |

### FestivalSummerlied
Tous les deux ans, le Festival Summerlied anime la forêt d'Ohlungen avec des concerts d'artistes de renommée internationale et nationale. On y retrouve des concerts de variété et de musique du monde mais également une scène dédiée à la scène locale et aux découvertes musicales.
Le Festival met en scène chaque année la forêt d'Ohlungen, grâce à la compagnie Tohu-Bohu, qui invite les habitants et touristes à redécouvrir ce cadre magique.

## Culture locale et patrimoine

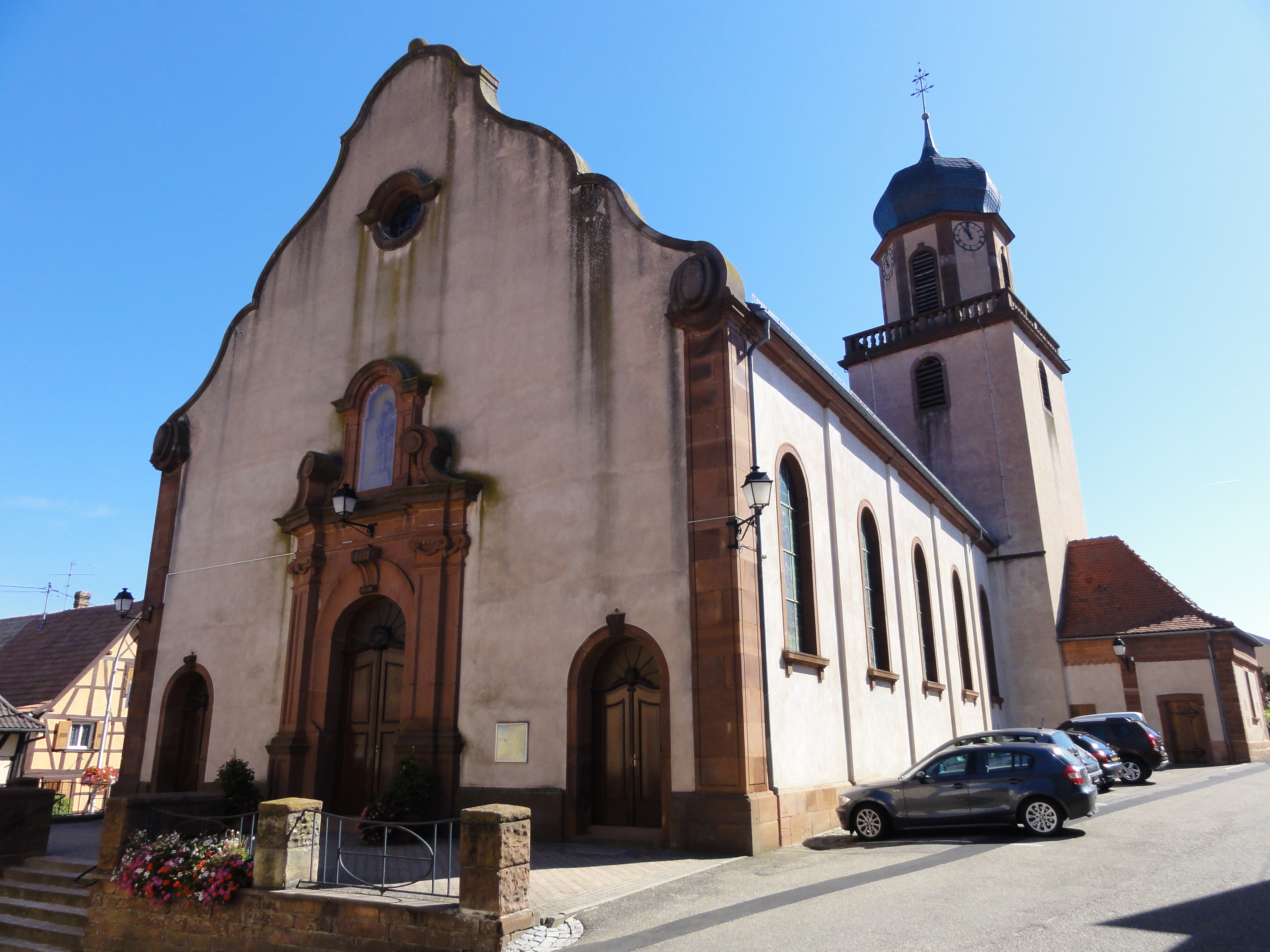
L'église Saint-Georges.

### Lieux et monuments
- Église Saint-Georges.
- Chapelle de La Klose.
- Maisons à colombages.
- Chapelle de la Vierge d'Ohlungen.

### Héraldique
| Blason de Ohlungen | Blason  | De sinople au château donjonné de trois tours d'or, maçonné de sable. |
| Blason de Ohlungen | Détails |                                                                       |